# 結月小春
結月 小春（ゆづき こはる、1989年8月2日 - ）は、日本のAV女優。
身長:156cm。スリーサイズ:B86(D)・W58・H83cm。

## 略歴・人物
2010年にAVデビュー。女子校生から人妻まで幅広い役柄で出演している。

## 出演作品

### アダルトビデオ
2010年
- 若妻裏サイトの集い 1 （10月21日、フルセイル）
- 制服美少女と性交 （12月5日、ドリームチケット）
- カクテル新商品のモニターで、酔った女性にボッキしたチン○を見せつけたら… 2 （12月31日（レンタル）、アテナ映像）…オムニバス作品

2011年
- ブルセラ48 （1月8日、ロケット）
- 働く美女と性交 （1月15日、ドリームチケット）
- 育成日記 妹の美乳 9 （1月15日、ケー・トライブ）
- どうして103万円超えたらダメなのか分かり易く説明して欲しい （1月28日、バルタン）

### アダルトサイト
- No.393 AKINA （Hime Mix）
- マニア同好会 No.152 AKINA （Hime Mix）